# قاطریوران علیا
قاطریوران علیا یک روستا در ایران است که در دهستان اجارود شمالی واقع شده‌است. قاطریوران علیا ۵۳ نفر جمعیت دارد.